# 秋桜高等学校
秋桜高等学校（しゅうおうこうとうがっこう）は、大阪府貝塚市にある私立高等学校。通信制・単位制の課程普通科を設置する。
2002年に開校した。

## 主な出身者
- 石田匠 - プロボクサー
- がーどまん - YouTuberユニットのメンバー

## アクセス
- 南海本線・水間鉄道水間線 貝塚駅 徒歩5分